# The Follower
The Follower è il quinto album in studio del musicista svedese The Field, pubblicato il 1º aprile 2016.

## Tracce
1. The Follower – 9:56
2. Pink Sun – 8:56
3. Monte Verità – 10:34
4. Soft Streams – 10:51
5. Raise the Dead – 11:18
6. Reflecting Lights – 14:05